# Новосредненский сельсовет
Новосре́дненский сельсове́т — упразднённое сельское поселение в составе Кировского района Ставропольского края Российской Федерации.
Административный центр — посёлок Коммаяк.

## География
Находилось в северной части Кировского района. Общая площадь территории сельского поселения — 130,7 км². Расстояние от административного центра муниципального образования до районного центра — 29 км.

## История
В 1920 году в поместье бывшего помещика Карпушина первой на Ставрополье образовалась коммуна «Коммунистический маяк», на месте которой впоследствии был основан поселок Коммаяк, ставший со временем административном центром сельсовета.
С 1 мая 2017 года, на основании Закона Ставропольского края от 5 декабря 2016 года № 116-кз, все муниципальные образования Кировского муниципального района (городское поселение город Новопавловск, сельские поселения Горнозаводской сельсовет, Зольский сельсовет, Комсомольский сельсовет, станица Марьинская, Новосредненский сельсовет, Орловский сельсовет, Советский сельсовет, Старопавловский сельсовет, посёлок Фазанный) были преобразованы, путём их объединения, в Кировский городской округ.

## Население
| 1989  | 2002  | 2010  | 2011  | 2012  |
| ----- | ----- | ----- | ----- | ----- |
| 2829  | ↗2870 | ↘2858 | ↘2846 | ↘2839 |
| 2013  | 2014  | 2015  | 2016  | 2017  |
| ↘2832 | ↘2761 | ↘2737 | ↘2694 | ↗2717 |

### Национальный состав
По итогам переписи населения 2010 года на территории поселения проживали следующие национальности (национальности менее 1 %, см. в сноске к строке «Другие»):
| Национальность | Численность | Процент |
| -------------- | ----------- | ------- |
| Русские        | 2677        | 93,67   |
| Украинцы       | 50          | 1,75    |
| Белорусы       | 40          | 1,40    |
| Немцы          | 33          | 1,15    |
| Другие         | 58          | 2,03    |
| Итого          | 2858        | 100,00  |

## Состав сельского поселения
До упразднения Новосредненского сельсовета в состав его территории входили 4 населённых пункта:
| № | Населённый пункт      | Тип населённого пункта          | Население |
| - | --------------------- | ------------------------------- | --------- |
| 1 | Закавказский Партизан | хутор                           | ↗600      |
| 2 | Коммаяк               | посёлок, административный центр | ↘1446     |
| 3 | Новосредненское       | село                            | ↘500      |
| 4 | Совпахарь             | хутор                           | ↘200      |

## Местное самоуправление
- Совет депутатов сельского поселения Новосредненский сельсовет (состоял из 10 депутатов, избираемых на муниципальных выборах по одномандатным избирательным округам сроком на 5 лет)[20]
- Администрация сельского поселения Новосредненский сельсовет[20]

Главы администрации
- с 11 октября 2009 года — Пудченко Сергей Леонтьевич, глава сельского поселения[21]

## Инфраструктура
- Дом культуры

## Образование
- Детский сад комбинированного вида № 12 «Светлячок»
- Средняя общеобразовательная школа № 7